# Belonopsis ebudensis
Belonopsis ebudensis är en svampart som beskrevs av Dennis 1990. Belonopsis ebudensis ingår i släktet Belonopsis och familjen Dermateaceae.   Inga underarter finns listade i Catalogue of Life.